# Heidi Abel
Heidi Abel (Bazel, 21 februari 1929 - Zürich, 23 december 1986) was een Zwitserse mannequin en radio- en televisiepresentatrice.

## Biografie

### Afkomst en opleiding
Heidi Abel was een dochter van Friedrich Diego Abel, een muzikant, en van Hanna Louise Bertha Lauener. Ze was gehuwd met Peter Ernst Rosinski, van wie ze later zou scheiden. Ze studeerde aan het meisjesgymnasium van Bazel en volgde nadien les aan de school voor toegepaste kunsten in Bazel.

### Carrière

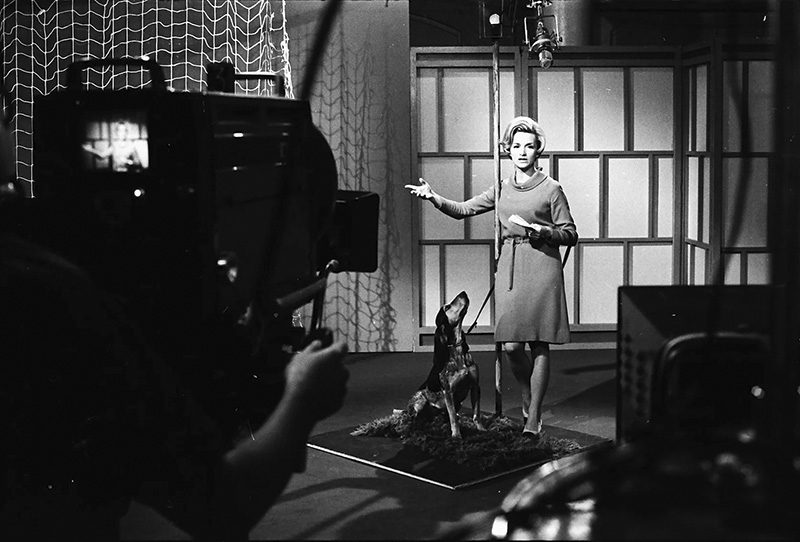
Heidi Abel in de uitzending Ein Platz für Tiere, 1970.

Abel werkte als mannequin en was animator op de Bazelse private radio Radibus. Vanaf 1954 was ze presentatriceop de Zwitserse televisie. Ze werkte vooral aan uitzendingen over muziek, variété, dieren en kinderprogramma's. Haar uitstraling bezorgde haar veel bekendheid en sympathie bij het publiek. Alzo werd ze een symbool van het nieuwe medium dat de televisie was inde jaren 1950 en 1960. Ze bleef ook te horen op de radio, waar ze debatten modereerde en concerten presenteerde.

## Onderscheidingen
- In 1956 kreeg Abel de prijs van de beste omroepster van de Spaanse televisie.
- In 1983 won ze de prijs 'Tele' voor haar kunde in het modereren van debatten in het programma Telefilm.